# Florido Barale
Florido Barale (Premosello-Chiovenda, 23 novembre 1968) è un ex ciclista su strada italiano, professionista dal 1990 al 1991. Figlio di Germano Barale, anch'egli ciclista, non ottenne alcuna unica vittoria fra i professionisti, ma colse alcuni piazzamenti, fra cui il decimo posto al Giro di Romagna 1990 e il decimo al Giro di Puglia 1991, e partecipò a due edizioni del Giro d'Italia. È padre di Francesca Barale, classe 2003, anch'ella ciclista.

## Piazzamenti

### Grandi Giri
- Giro d'Italia

1990: 115º
1991: 91º